# Ptolemàides
Els ptolemàides o ptolemaides (Ptolemaiida) són un ordre extint de mamífers, probablement del superordre dels afroteris, que visqueren a Àfrica com a mínim des de l'Oligocè inferior fins al Miocè inferior, fa entre 16 i 33,9 milions d'anys. Se n'han trobat restes fòssils a Egipte, Kenya i Uganda. A més a més, hi ha una dent premolar inferior del Paleocè superior del Marroc que tal vegada pertany a aquest grup. Pot ser que haguessin estat parcialment mirmecòfags. La seva fórmula dental era {\displaystyle {\tfrac {3.1.2.3}{3.1.4.3}}}. Tenien les dents incisives petites i un xic procumbents.